# Elisabeth Gürtler-Mauthner

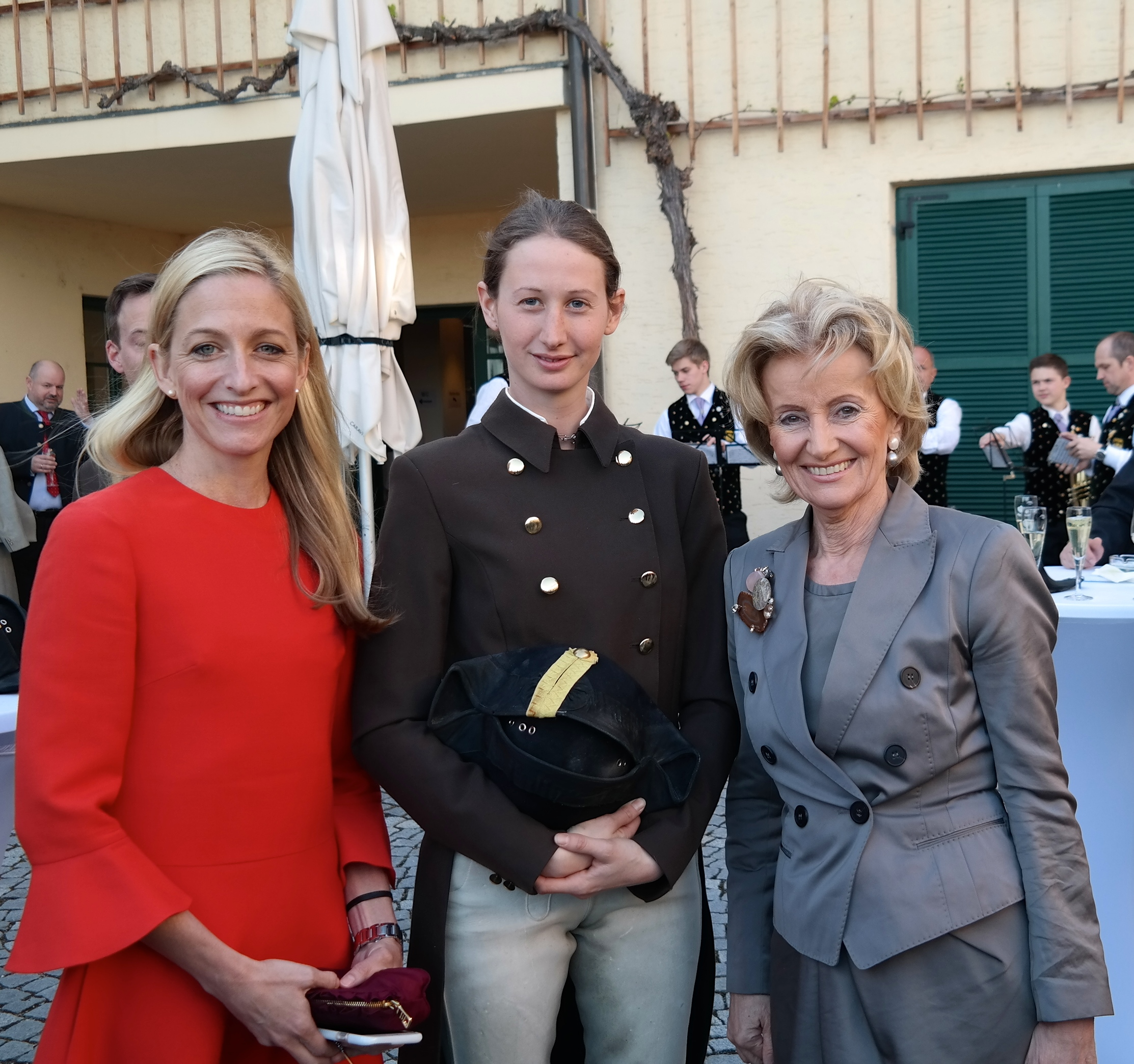
Elisabeth Gürtler-Mauthner (rechts) im April 2015

Elisabeth Gürtler-Mauthner (* 7. Mai 1950 in Wien) ist eine österreichische Unternehmerin.

## Leben
Elisabeth Gürtler-Mauthner ist Tochter des international tätig gewesenen Getreidekaufmanns und Handelsunternehmers Fritz Mauthner. Sie verbrachte einen großen Teil ihrer Kindheit in Seefeld in Tirol und absolvierte in Wien an der Hochschule für Welthandel ein wirtschaftswissenschaftliches Studium mit dem akademischen Grad „Diplom-Kaufmann“. Nach dem Tod ihres Vaters, 1988, wurde sie – gemeinsam mit ihrer Schwester und ihrer Mutter – Gesellschafterin im väterlichen Unternehmen. Nach dem Tod ihres Ex-Ehemannes Peter Gürtler (von dem sie 1983 geschieden wurde) im Jahr 1990 übernahm sie das Management der den gemeinsamen, damals minderjährigen Kindern (Alexandra Winkler-Gürtler, * 1975, Georg Gürtler, * 1979) vererbten Hotels (Hotel Sacher in Wien, Hotel Sacher in Salzburg) sowie der Sachertorten AG und mehrerer Beteiligungen.
Sie organisierte von 1999 bis 2007 den Wiener Opernball und folgte damit Lotte Tobisch. Für diese Tätigkeit erhielt sie das Goldene Ehrenzeichen für Verdienste um das Land Wien.
Ab 1. Dezember 2007 übernahm Elisabeth Gürtler-Mauthner, die früher selbst eine begeisterte Reiterin war und 1979 Vizestaatsmeisterin im Dressurreiten wurde, gemeinsam mit Erwin Klissenbauer die Leitung der Spanischen Hofreitschule. 2010–2018 organisierte sie dort auch den Sommerball Fête Impériale. 2008 öffnete sie die Hofreitschule für Frauen und die ersten Elevinnen auf. 2016 wurde Hannah Zeitlhofer die erste Bereiterin der Hofreitschule.
Elisabeth Gürtler-Mauthner schied auf eigenen Wunsch mit Jahresende 2018 aus der Geschäftsführung der Hofreitschule aus.
Sie war, bis zu dessen Tod 2015, 24 Jahre lang mit dem österreichischen Schauspieler Helmuth Lohner zusammen (Hochzeit 2011).

## Publikationen
- Hirnfit bis 100 mit Johannes Huber, edition a, Wien 2025, ISBN 978-3-99001-816-3.

## Auszeichnungen
- Berufstitel Kommerzialrätin[6]
- Ehrensenatorin der JCI (Junior Chamber International), die in Österreich durch die JW – Junge Wirtschaft vertreten ist.
- 1998: Großes Silbernes Ehrenzeichen für Verdienste um die Republik Österreich[6][7]
- 2001: Goldenes Ehrenzeichen für Verdienste um das Land Wien
- 2003: Großer Tiroler Adlerorden des Landes Tirol
- 2005: Silbernes Ehrenzeichen des Landes Salzburg
- 2010: Leading Legends Award[8]
- 2011: Silbernes Komturkreuz des Ehrenzeichens für Verdienste um das Bundesland Niederösterreich[9]
- 2017: Österreicherin des Jahres in der Kategorie Unternehmerinnen[10]
- 2018: Großer Josef-Krainer-Preis[11]
- 2019: Hall of Fame des Österreichischen Events / Austrian Event Hall of Fame[12]
- 2019: Cultural Icon Award der Botschaft der Vereinigten Staaten in Wien[13]